# Crucellisporium selaginellae
Crucellisporium selaginellae är en svampart som beskrevs av M.L. Farr 1968. Crucellisporium selaginellae ingår i släktet Crucellisporium, divisionen sporsäcksvampar och riket svampar.   Inga underarter finns listade i Catalogue of Life.